# Osmylops pallidus
Osmylops pallidus is een insect uit de familie van de Nymphidae, die tot de orde netvleugeligen (Neuroptera) behoort. 
Osmylops pallidus is voor het eerst wetenschappelijk beschreven door Tillyard in Withycombe in 1926.